# Alexander James McLean
Alexander James McLean (West Palm Beach, 9 gennaio 1978) è un musicista e cantante statunitense, membro del gruppo musicale dei Backstreet Boys.

## Biografia

### Primi passi
Alexander James (meglio conosciuto come AJ) è nato a West Palm Beach,  Florida da Denise Fernandez e Bob McLean. I suoi genitori divorziarono e suo padre lasciò l'intera famiglia quando McLean aveva appena 2 anni, e fu sotto custodia della madre e dei suoi nonni materni, Ursula e Adolph Fernandez. Nel 1990, si trasferì in Orlando con sua madre per concentrarsi sulla recitazione e sul canto. Dopo numerose audizioni per progetti Nickelodeon e Disney, ebbe un ruolo nella serie di Nickelodeon Welcome Freshmen e in una serie comica chiamata Hi Honey, I'm Home!, dove interpretava il personaggio di nome Skunk. Ha anche vinto una medaglia d'argento ai "Nickelodeon Guts" nel 1992.

### Con i Backstreet Boys
La svolta nella sua carriera artistica l'ebbe però nel 1993, partecipando ad un provino in cui venne scelto da Lou Pearlman per formare una nuova boyband emergente, i futuri Backstreet Boys. Assieme a lui vennero scelti anche Nick Carter e Howie Dorough,e successivamente si unirono al gruppo anche i due cugini del Kentucky Brian Littrell e Kevin Richardson. Dal 1993 è membro della band, che ha venduto e continua a vendere milioni di dischi in tutto il mondo.

### Da solista
Nel gennaio 2010 esce il suo primo album Have It All, il cui unico singolo estratto è Teenage Wildlife. Le canzoni sono quasi tutte scritte da lui. Negli anni a seguire, AJ non pubblica più album, ma alcuni singoli negli anni. Nel 2015 pubblica i singoli Live Together e You, nel 2018 Back Poarch Bottle Service e Night Visions, nel 2019 Boy And a Man e Give You Away.
Nel 2020 esce Love Song Love, canzone dedicata alla comunità LGBTQ+, che il cantante supporta in modo attivo. Nel 2021 si esibisce con l'ex membro della band NSYNC Chris Kirkpatrick, presentando anche il loro nuovo singolo, chiamato Air.

### Il problema della tossicodipendenza
Anche se amato da tuttI I fans, McLean ebbe fin dall'inizio la fama del "cattivo ragazzo" del gruppo. Nel 2001, gli altri membri della band erano davvero spaventati dalla vita che il giovane conduceva, infatti, seguendo un lungo intervento, AJ McLean fu subito messo in ri-abilitazione poiché abusava di alcool e cocaina. Sua madre, Denise McLean, scrisse il libro Backstreet Mom, descrivendo la vita di AJ prima, durante e dopo la riabilitazione.
Nel dicembre 2003, McLean e sua madre apparirono all'Oprah Winfrey Show per parlare del suo ricovero dalla depressione, alcolismo e uso di droga.Gli altri 4 membri fecero una sorpresa a McLean facendo così un'apparizione a talk show per parlare delle loro esperienze personali e per far da supporto alla riabilitazione che McLean aveva appena svolto. Questa fu la prima volta che tutti e cinque i Backstreet Boys apparvero insieme in pubblico da quasi due anni. I suoi musicisti preferiti sono James Taylor, the Dixie Chicks, America, Jimmy Buffett, e John Denver, mentre i suoi attori preferiti sono Nathan Lane e Ben Stiller. La band si riunì per un world tour nel 2004 e pubblicò un album di ritorno sulle scene intitolato Never Gone il 14 giugno 2005.
Nel gennaio 2011, per prepararsi al NKOTBSB Tour, rientrò nuovamente in riabilitazione, dichiarando di voler essere in massima forma per quel tour.
Oggi AJ, supportato anche dalla moglie e dalle due bambine, è riuscito a superare i suoi problemi con la dipendenza da sostanze e alcol e dal 2021 tiene un podcast, intitolato Pretty Messed Up, nel quale ha diversi ospiti che parlano delle loro dipendenze e racconta spesso la sua storia, dando consigli e sentendo le storie di molte persone. Le puntate del podcast vengono registrate insieme alla sua amica e personaggio televisivo Cheryl Burke, conosciuta nell'edizione 2020 di Dancing With The Stars,  nella quale la coppia si è classificata ottava.

### L'Alter Ego di AJ
McLean ha creato un personaggio, che chiamò Johnny No Name, per usarlo come suo alter ego. Lo usò come un nome alternativo quando non cantava con il resto dei Backstreet Boys. Il personaggio ha delle somiglianze con McLean; ad esempio, tutti e due hanno una madre divorziata e vivono con i loro nonni da quando erano piccoli. Ma sono presenti anche differenze - Johnny infatti è stato in prigione mentre AJ no. Ha occasionalmente eseguito performance sotto l'aspetto del suo alter ego, Johnny No Name, in diversi club di New York. Inoltre AJ ha fatto un breve tour di nove tappe per supportare VH1 Save the Music sotto forma di Johnny No Name. Il nome originale dell'alter ego di AJ doveva essere Johnny Suede. Condivise quindi il nome col personaggio interpretato da Brad Pitt e quando gli studi cinematografici lo citarono per copyright, il ragazzo cambiò il nome in Johnny No Name.
McLean è apparso nella serie animata chiamata Static Shock sul canale Kids WB/Cartoon Network interpretando se stesso.

### Vita privata
Ha sposato la make-up artist Rochelle Deanna Karidis, il 17 dicembre 2011 a Beverly Hills, California. Il 29 aprile 2012 annunciano di essere in attesa di un bimbo durante il NKOTBSB tour, alla O2 Arena a Londra in diretta mondiale on-line. La coppia ha due figle: Ava e Liryc. Nel 2023 annuncia, con un post congiunto alla moglie, un periodo di separazione che si concluderà a fine anno con un divorzio.

## Have It All
Nel marzo 2008, McLean ha eseguito le sue prime due mostre personali (come se stesso) presso l'Anaheim House of Blues e The Roxy a Los Angeles. Lo spettacolo consisteva nel suo materiale solista e in una versione solista del successo dei Backstreet Boys, Incomplete. Il tour solista è continuato in Europa a maggio e giugno, in parallelo al tour dei Backstreet Boys. Durante la creazione del suo progetto solista, McLean ha lavorato con il cantante dei OneRepublic, Ryan Tedder, i produttori Dan Muckala e Kristian Lundin, oltre all'ex membro del NSYNC, JC Chasez. Il 20 gennaio 2010, Have It All è stato pubblicato in Giappone. Ha confermato durante la crociera Backstreet Boys nel dicembre 2010 che la versione americana sarebbe stata pubblicata l'8 febbraio 2011.
A giugno 2012, McLean stava lavorando al suo secondo album da solista. Ha anche pubblicato due delle sue nuove canzoni su Socialcam il 23 luglio 2012, intitolate Peach e P.L.A.R.S.

### Tracce diHave It All
1. Teenage Wildlife (JC Chasez, Jimmy Harry, Simon Wilcox) - 3:17
2. Have It All (AJ McLean, Kristian Lundin, Carl Falk) - 3:24
3. London (McLean, Lundin, Falk) - 3:16
4. Gorgeous (McLean, Lundin) - 3:28
5. What If (McLean, Lundin) - 3:53
6. Drive By Love (McLean, Lundin, Falk) - 3:24
7. Love Crazy (David Maurice, McLean, Chasez) - 3:59
8. Sincerely Yours (Dan Muckala, Lindy Robbins, McLean) - 3:38
9. I Quit (Ben Glover, McLean, Muckala) - 2:49
10. I Hate It When You're Gone (Regie Hamm, McLean, Muckala) - 3:24
11. What It Do (Mark Hudson, McLean) - 4:07
12. Mr. A (Rami Yacoub, McLean, Lundin, Falk) - 3:02

## Discografia

### Con i Backstreet Boys
Vedi discografia dei Backstreet Boys.

### Solista

#### Album in studio
- 2010 - Have It All

#### Singoli
- 2010 - Teenage Wildlife (da Have It All)
- 2015 - Live Together
- 2015 - You
- 2018 - Back Poarch Bottle Service
- 2018 - Night Visions
- 2019 - Boy And a Man
- 2019 - Give You Away
- 2020 - Love On The Brain
- 2021 - Love Song Love
- 2021 - Air (feat Chris Kirkpatrick)
- 2022 -  Smoke